# Ondinina kletba
Ondinina kletba (Kongenitální centrální hypoventilační syndrom, Ondinin syndrom, německy Undine-Syndrom či Ondine-Syndrom) je vrozené onemocnění způsobující zástavu dýchání ve spánku. Přidruženými symptomy jsou černání kůže v důsledku nedostatku kyslíku v krvi, závratě, bolest hlavy a neschopnost v noci usnout.
Pacienti musí většinou po celou dobu života užívat ventilátor, jinak hrozí udušení.
Nemoc je pojmenována podle německého vodního božstva či duchů. Konkrétní pojmenování pochází z německé pohádky Ondinin spánek.
Syndrom poprvé popsali v roce 1962 J. W. Severinghaus a R. A. Mitchell.